# Psy
Park Jae-Sang (tiếng Hàn: 박재상; Hanja: 朴載相; Hán Việt: Phác Tái Tướng; sinh ngày 31 tháng 12 năm 1977),  được biết đến với nghệ danh Psy (싸이, IPA: s͈ai; /ˈsaɪ/ SY), tên cách điệu PSY, là một ca sĩ, rapper, người viết ca khúc và nhà sản xuất thu âm người Hàn Quốc. Psy được biết đến trong nước với những video và màn trình diễn hài hước trên sân khấu, và được biết đến ở phạm vi quốc tế với đĩa đơn tạo hit "Gangnam Style". Đoạn điệp khúc của bài hát này đã được đưa vào Sách về Trích dẫn Yale như một trong những câu trích dẫn nổi tiếng nhất năm 2012.
Ngày 23 tháng 10 năm 2012, Psy gặp Tổng thư ký Liên Hợp Quốc Ban Ki-moon tại Trụ sở Liên Hợp Quốc nơi Ban bày tỏ mong muốn hợp tác với nam ca sĩ vì "phạm vi toàn cầu không giới hạn" của anh. Ngày 21 tháng 12 năm 2012, video âm nhạc "Gangnam Style" đã vượt qua cột mốc 1 tỷ lượt xem trên YouTube, trở thành video đầu tiên đạt được điều này trong lịch sử của trang web. Psy sau đó được các phương tiện truyền thông công nhận là "Vua của YouTube". Ngày 31 tháng 5 năm 2014, video của ca khúc này chạm mốc 2 tỷ lượt xem. Tính đến tháng 6 năm 2019, đây vẫn là một trong những video có lượt xem nhiều nhất trên YouTube, với hơn 3.384 tỷ lượt xem.
Vào tháng 12 năm 2012, MTV ghi nhận sự nổi lên của Psy từ một nghệ sĩ với danh tiếng ít được biết đến bên ngoài Hàn Quốc trở thành một siêu sao tầm cỡ quốc tế, và là tác giả đầu tiên trong thời đại YouTube giành được một vị trí trong lịch sử văn hóa nhạc pop đại chúng, đồng thời anh được ca ngợi là "Ngôi sao Viral năm 2012". Ngày 31 tháng 12 năm 2012, Psy biểu diễn trong một bữa tiệc chào đón năm mới được truyền hình trên toàn cầu cùng với rapper người Mỹ MC Hammer trực tiếp trên sân khấu trước hàng triệu người ở Quảng trường Thời đại, thành phố New York.

## Tiểu sử
Park ra đời vào ngày 31 tháng 12 năm 1977 tại Gangnam, Seoul, Hàn Quốc, từng theo học Trường tiểu học Banpo, Trường Trung học cơ sở Banpo và Trường Trung học phổ thông Eva. Anh đã vào học cả Viện Đại học Boston lẫn Trường Cao đẳng âm nhạc Berklee. Anh tự nhận mình không đi theo khuôn mẫu nhạc Hàn.
Sau 10 năm chính phục khán giả, Psy đã phát hành tổng cộng 6 album và 13 đĩa đơn. Vẫn trung thành với phong cách khác người và hạn chế sử dụng kỹ xảo âm thanh từ nhạc cụ điện tử vốn rất thịnh hành hiện nay, Psy đang chứng tỏ mạch thành công của anh vẫn chưa dừng lại.

### Ý nghĩa của nghệ danh PSY
Trong một tour diễn tại Singapore thời gian gần đây, Psy đã có buổi phỏng vấn nhỏ với phóng viên đài BBC. Anh chia sẻ, đến bây giờ anh vẫn còn cảm thấy kỳ lạ vì thành công của mình. Psy cũng giải thích vì sao anh lại lựa chọn nghệ danh Psy, thay vì tên thật Park Jae Sang.
Bí mật về nghệ danh Psy được bật mí. Psy vốn là từ viết tắt của “psycho”, là một từ tiếng Anh dùng để chỉ những kẻ điên rồ (tâm thần)Theo Psy, lý do anh lựa chọn tên này vì quan điểm xây dựng âm nhạc, những điệu nhảy và phong cách trình diễn theo xu hướng “crazy” (trích lời của Psy), nghĩa là một sự điên rồ. Vậy nên, để hợp với chất crazy đó thì chính là một phong cách của những kẻ điên rồ psycho”.
Psy cũng nói thêm: “Âm nhạc của tôi là thứ nhạc phương Tây nhưng lời ca khúc bằng tiếng Hàn – Đó mới là điều quan trọng. Vì vậy, ở một góc độ nào đó, đây là sự gặp gỡ giữa phương Đông và phương Tây”.

## Sự nghiệp
2001 - Album đầu tay "PSY from the PSYcho World!"
Vào tháng 2 năm 2001, một ca sĩ “lính mới” đã khiến giới K-pop phát sốt bằng những ca từ rất thô lỗ, vũ đạo kỳ quặc và ngoại hình không giống ai. Đó chính là Psy, biệt danh “Lập dị”. Qua ca khúc “Bird” trong album đầu tay "PSY from the PSYcho World!", Psy đã thể hiện 1 phong cách trình diễn và cách ăn mặc độc đáo cùng sự tự tin, phá vỡ khái niệm rập khuôn trong giới K-pop mà theo đó, nam ca sĩ là phải điển trai và nhảy đẹp. Trên thực tế thì tấm bằng tốt nghiệp Trường Âm nhạc Berkley tại Mỹ đã là minh chứng cho tài năng của Psy.
Những ca từ bộc trực, thẳng thắn, thậm chí mang tính khiêu khích của Psy đặc biệt hấp dẫn đối với các fan trẻ tại Hàn Quốc. Tuy nhiên, album của anh bị cấm bán cho lứa tuổi vị thành niên chỉ 5 tháng sau khi phát hành do một số tổ chức dân sự lo ngại nó có thể ảnh hưởng tiêu cực tới giới trẻ.
2002 - Album thứ 2 “For Adults”
Psy dính phốt khi bị cảnh sát bắt về tội hút cần sa. Những tưởng lối rẽ sai lầm của Psy đã đẩy sự nghiệp âm nhạc của anh xuống bờ vực thẳm, nhưng anh quyết không đầu hàng và tiếp tục ra mắt album thứ 2 mang tên “For Adults”. Lần thứ 2 này cũng không thành công khi album bị gắn mác 18+ và hạn chế bán trên thị trường.
2002 - Album "Champion"

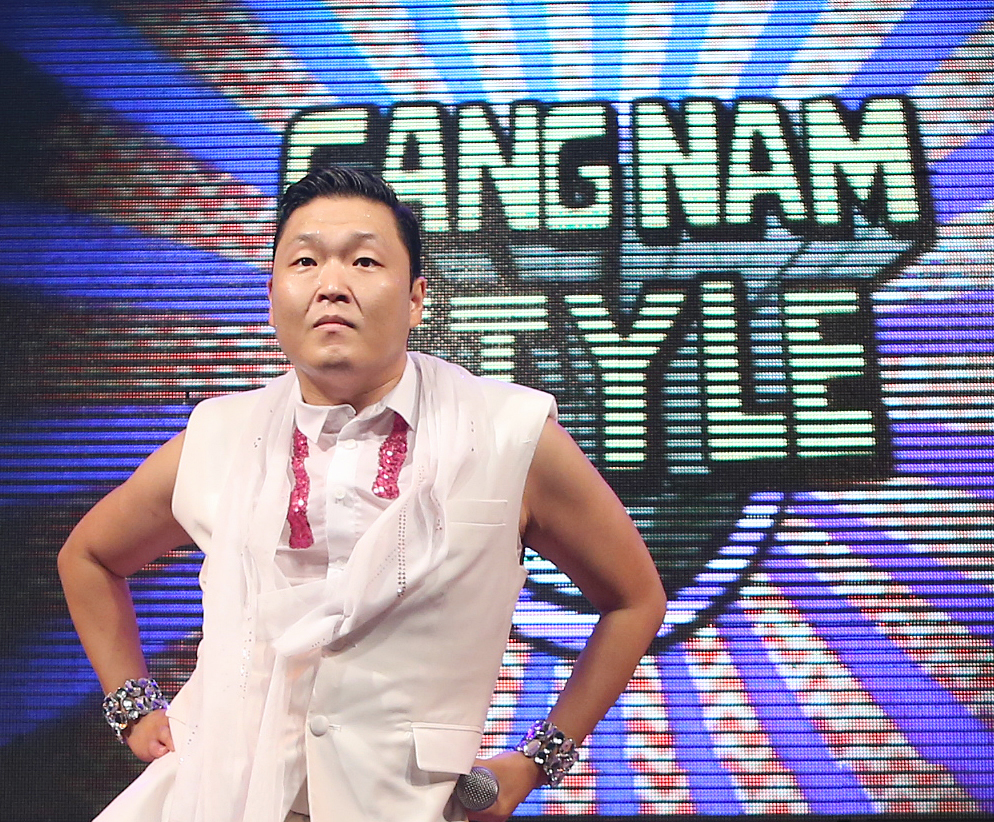
PSY trình diễn Gangnam Style

World Cup được tổ chức tại Hàn Quốc và Nhật Bản không chỉ mang lại niềm vinh dự cho 2 đất nước Châu Á này mà nó còn mở ra một cơ hội đặc biệt cho Psy. Tên tuổi của nam, ca sĩ này nổi lên như cồn nhờ “Champion” - ca khúc chủ đề trong album thứ ba của Psy với giai điệu cực kỳ vui nhộn và hứng khởi.
2003-2009 - Nhập ngũ, album thứ tư Ssajib
Từ chối khuôn mẫu của xã hội cũng như của ngành công nghiệp âm nhạc, Psy tiếp tục giành được cảm tình của các fan cho đến khi sự nghiệp của anh buộc phải ngắt quãng do phải thực hiện nghĩa vụ quân sự bắt buộc vào năm 2003. Tuy nhiên, nhiều bằng chứng cho thấy Psy đã không phục vụ đủ thời hạn 2 năm nên anh buộc phải tái ngũ vào năm 2007.
Năm 2003, Psy gia nhập vào quân đội Hàn Quốc như là một phần của nghĩa vụ quân sự bắt buộc áp đặt cho tất cả đàn ông Hàn Quốc từ 18 đến 35 tuổi. Psy đã được miễn nhiệm vụ quân sự do làm việc tại một công ty phát triển phần mềm (chính phủ Hàn Quốc cấp miễn cho những người có chuyên môn kỹ thuật làm việc trong các công ty phục vụ lợi ích quốc gia). Anh dự kiến sẽ được mãn nghĩa vụ vào năm 2005. Năm 2006, Psy đã phát hành album thứ tư Ssajib, được vinh danh tại Giải thưởng âm nhạc SBS năm 2006 và Giải thưởng âm nhạc châu Á Mnet của Hồng Kông.
Năm 2007, các công tố viên nhà nước đã cáo buộc Psy "bỏ bê" công việc của mình, tổ chức các buổi hòa nhạc và xuất hiện trên các mạng truyền hình địa phương trong suốt thời gian làm việc trước đó. Vào ngày 12 tháng 10 năm 2007, Tòa án Hành chính Seoul đã quyết định rằng Psy phải được phác thảo lại, từ chối một vụ kiện do Psy đệ trình chống lại Cơ quan Quản lý Nhân lực Quân sự (MMA) vào tháng 8. Hai tháng sau, Psy được tái lập vào quân đội nơi anh giữ cấp bậc Tư nhân hạng nhất và từng là tín hiệu trong Sư đoàn Bộ binh 52, trước khi được thả ra vào tháng 7 năm 2009.
2010 - Bước ngoặt trong sự nghiệp
Sau khi công ty quản lý của Psy gặp trục trặc tài chính. Psy đầu quân cho YG Entertainment và trở lại với sân khấu âm nhạc đang bị thống trị bởi các nhóm nhạc và ca sĩ thần tượng. Vẫn trung thành với phong cách khác người và hạn chế sử dụng kỹ xảo âm thanh từ nhạc cụ điện tử vốn rất thịnh hành hiện nay, Psy đang chứng tỏ mạch thành công của anh vẫn chưa dừng lại.
2012 - Single “Gangnam Style”
Vào ngày 7 tháng 1 năm 2012, Psy đã biểu diễn cùng với các ban nhạc Kpop như Bigbang và 2NE1 trước 80.000 người hâm mộ Nhật Bản trong buổi hòa nhạc YG Family ở Osaka. Màn trình diễn của anh được phát sóng bởi Mezamashi TV (mezamashi trong tiếng Nhật có nghĩa là "báo thức dậy"), một chương trình tạp chí tin tức của Nhật Bản được sản xuất bởi Fuji Television. Điều này đánh dấu sự xuất hiện đầu tiên của anh trên một mạng truyền hình nước ngoài. Trong buổi hòa nhạc, Psy đã giới thiệu với người hâm mộ Nhật Bản của mình một tấm biển có dòng chữ "Tôi là một ca sĩ nổi tiếng nổi tiếng vì khiến khán giả cuồng nhiệt ở Hàn Quốc, nhưng ở đây, hôm nay, tôi chỉ là một người mới nhí nhảnh" và hát năm về những bài hát hit của anh trong khi các nhà bình luận truyền hình Nhật Bản bày tỏ sự tán thành của họ trong sự ngạc nhiên của họ về sự kết hợp hài hước của anh ấy với các động thái của Lady Gaga và Beyoncé.
Chỉ sau 2 năm hoạt động dưới trướng của giám đốc Yang, Psy đã trở thành ông hoàng mới của Kpop. Gần đây nhất, đĩa đơn đánh dấu sự trở lại của Psy “Gangnam Style” nhanh chóng giữ vị trí thứ 3 trong top những video được xem nhiều nhất trong tháng 7 trên Youtube với hơn 10 triệu lượt view, vượt qua những cái tên đình đám như Super Junior (ở vị trí thứ 4) và 2NE1 (vị trí thứ 6).
“Gangnam Style” đã liên tiếp đứng đầu 19 ngày liền trên tất cả các bảng xếp hạng âm nhạc Hàn Quốc như Melon hay Mnet. Ca khúc được dự đoán là sẽ chiếm giữ vị trí đầu bảng liên tiếp trong vòng 1 tháng kể từ khi ra mắt ngày 15 tháng 7 và sẽ trở thành một trong những hit đình đám nhất 2012. “Gangnam Style” cũng đứng đầu từ khóa tìm kiếm âm nhạc tại Canada và đứng top U.S. Billboard K-pop Chart 100 ở Bắc Mỹ chỉ sau 2 tuần phát hành.
Mức độ phủ sóng MV “Gangnam Style” của Psy cũng khiến cho kênh CNN không thể bỏ qua. Cách đây ít giờ, người hâm mộ âm nhạc xứ Hàn truyền tay nhau đoạn tin ngắn được thực hiện giữa kênh CNN tại Hong Kong với kênh CNN New York chỉ nói riêng về sự phổ biến của MV “Gangnam Style”. Rất nhiều nghệ sĩ nổi tiếng thế giới đều đã nhận xét trên trang Twitter của mình về “Gangnam Style” với những từ như "ngạc nhiên", "tuyệt vời" hay "đáng khâm phục".
Vào ngày 12 tháng 11 năm 2012, Psy đã trở thành nghệ sĩ âm nhạc Hàn Quốc thứ hai xuất hiện tại Giải thưởng âm nhạc MTV Europe nơi anh biểu diễn "Gangnam Style" và vượt qua nhiều nghệ sĩ nổi tiếng khác như Rihanna, Katy Perry và Lady Gaga để giành giải "Best Video". Sự kiện này được phát sóng trên toàn thế giới và được tổ chức bởi người mẫu kiêm diễn viên người Đức Heidi Klum, người đã giới thiệu Psy với khán giả là "Vua nhạc Pop không thể tranh cãi". Vài ngày sau, ca sĩ, nhạc sĩ người Mỹ Madonna đã trình diễn bản mashup "Gangnam Style" và "Give it 2 Me" cùng với Psy và các vũ công dự phòng của cô trong buổi hòa nhạc tại thành phố New York trong The MDNA Tour. Psy sau đó nói với các phóng viên rằng buổi biểu diễn của anh với Madonna đã "đứng đầu danh sách những thành tựu của anh ấy".
Vào ngày 24 tháng 11 năm 2012, "Gangnam Style" đã trở thành video được xem nhiều nhất trong lịch sử YouTube, vượt qua video được xem nhiều nhất trước đó, "Baby" của Justin Bieber. Số lượt xem đạt được nhanh hơn khoảng mười một lần so với Bieber. Psy sau đó đã giành được bốn giải thưởng tại Mnet Asian Music Awards 2012 tại Hồng Kông vào ngày 30 tháng 11 năm 2012. Vào ngày 21 tháng 12 năm 2012, "Gangnam Style" đạt 1 tỷ lượt xem trên YouTube, trở thành video đầu tiên làm được điều đó trong lịch sử của trang web. Anh đã gặp nam diễn viên Thành Long, người gọi anh là hình mẫu chứng minh rằng "giấc mơ có thành hiện thực".

### 2013: Gentleman, Hangover

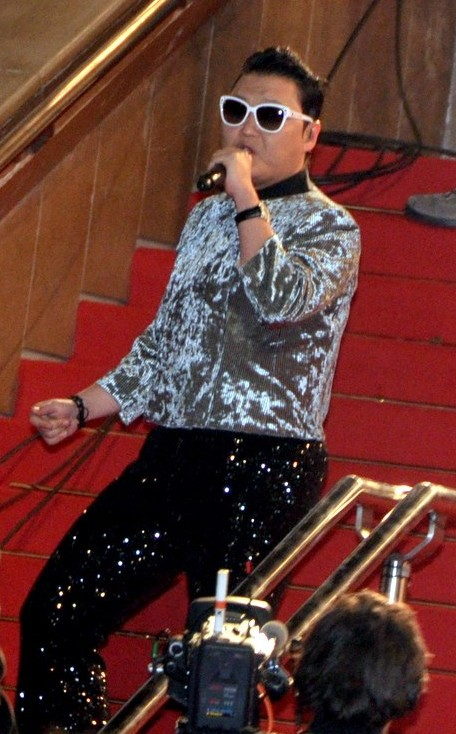
Psy trình diễn tại NRJ Music Awards 2013

Vào ngày 12 tháng 4 năm 2013, một đoạn âm thanh của đĩa đơn tiếp theo "Gentleman" của Psy đã bị rò rỉ trên internet, một ngày trước khi phát hành chính thức. Vào ngày hôm sau, video âm nhạc cho 'Gentleman' được công chiếu tại buổi hòa nhạc 'Happy' của Psy, được 50.000 người tham dự và phát trực tiếp trên Youtube với số lượng người xem lên tới 150.000 người. Khách mời biểu diễn của buổi hòa nhạc bao gồm Lee Hi, 2NE1 và G-Dragon. Anh đã đầu tư 2,7 triệu đô la Mỹ vào việc sản xuất buổi hòa nhạc. Psy tiếp tục quảng bá cho Gentleman trong suốt năm 2013. Vào tháng 5 năm 2013, PSY đã xuất hiện hai lần trên Live! cùng với Kelly and Michael và dạy Kelly Ripa và Michael Strahan cách thực hiện điệu nhảy quý ông. Psy cũng xuất hiện trong đêm chung kết American Idol mùa 12 và hát "Gentleman".  Psy cũng đã biểu diễn bài hát này trong đêm Chung kết Dancing With the Stars, Phần 16.   Vào ngày 8 tháng 6 năm 2013, Psy và đoàn kịch của anh đã biểu diễn "Gentleman" trong đêm Chung kết của Tìm kiếm Tài năng Anh, sê-ri 7. Cuối tháng đó, vào ngày 8 tháng 6, Psy đã đồng tổ chức Giải thưởng MuchMusic Video Awards, nơi anh cũng mở chương trình với bản hit "Gangnam Style" trên toàn thế giới của anh ấy và kết thúc chương trình với "buổi biểu diễn chính thức cuối cùng của "Gentleman" trên TV.
Vào ngày 9 tháng 6 năm 2014, Psy đã phát hành một đĩa đơn mới, "Hangover", với rapper người Mỹ Snoop Dogg, và tuyên bố ý định phát hành một bài hát mới có tên "Father".

### 2015: Chiljip PSY-da, 4X2 = 8, rời khỏiYG Entertainment
Vào ngày 28 tháng 3 năm 2015, anh đã phát hành một video âm nhạc cho bài hát Daddy.
Vào ngày 1 tháng 12 năm 2015, Psy đã phát hành album thứ 7 của mình mang tên Chiljip PSY-da, với hai bài hát chủ đề "Daddy" và "Napal Baji". Album bao gồm phần hợp tác với CL và cũng như Will.I.AM. Các phần quảng bá cho album bao gồm hai buổi biểu diễn trên Inkigayo, trong đó đĩa đơn "Daddy" đã giành được ba chiếc cúp, cũng như một màn trình diễn trên You Hee-yeol's Sketchbook. "Daddy" cũng được đưa vào video game nhảy Just Dance 2017.
Vào tháng 5 năm 2017, Psy đã phát hành album phòng thu thứ 8 của mình, 4X2 = 8, với các đĩa đơn chính "I Luv it" và "New Face". Album có sự hợp tác của một số nghệ sĩ, bao gồm G-Dragon và Tae Yang. Video âm nhạc cho "I Luv It" có sự tham gia của nam diễn viên Lee Byung-hun và diễn viên hài Gulotaro trong khi cho video "New Face" đó thành viên nhóm nhạc Apink Son Na-eun đóng vai trò nữ chính.
Vào ngày 14 tháng 5 năm 2018, có thông tin rằng Psy sẽ rời khỏi công ty trước đó của mình, YG Entertainment, để bắt đầu hãng thu âm của riêng mình.
Vào ngày 15 tháng 5 năm 2018, Psy chính thức rời YG Entertainment sau 8 năm gắn bó.

### 2022: That That feat Suga of BTS
Sau 5 năm vắng mặt tại K-pop, ngày 29 tháng 4 năm 2022, PSY đã công chiếu MV comback với tên gọi là That That (PSY - 'That That (prod. & feat. SUGA of BTS)' MV, ft. Suga thành viên rapper của BTS.

### Album
- PSY from the PSYcho World! (2001)
- Sa 2/Adult only (2002)
- 3 PSY (2002)
- Sa Jib (Sa House) (2006)
- PSY Five (2010)
- PSY's Best 6th Part 1 (2012)
- Chiljip Psy-da (2015)
- 4X2=8 (2017)
- PSY9th (2022)

### Đĩa đơn
- "Bird" (2000)
- "Singosik" (2002)
- "Bird 2" (2002) Ft. Kim Hyun-Juk
- "Champion" (2002)
- "Paradise" (2002) Ft. Lee Jae-Hoon
- "Artists" (2006)
- "2 Beautiful Goodbyes" (2006) Ft. Lee Jae-Hoon
- "We Are the One" (2006)
- "Calling You Because It's Raining" (2006)
- "RIGHT NOW" (2010)
- "In My Eyes" (2010) Ft. Lee Jae-Hoon
- "THANK YOU" Ft. Seo In-Young (2010)
- "It's Art" (2011)
- "Gangnam Style" (2012)
- "Oppa Is Just My Style" (2012) Ft. HyunA
- "Gentleman" (2013)
- "Hangover" (2014) Ft. Snoop Dogg
- "Father" (2015)
- "Napal Baji" (2015)
- "Daddy"(2015) Ft. CL
- "I Luv It"(2017)
- "New Face" (2017)
- "That That" (2022) Ft. Suga

## Giải thưởng
| Năm  | Giải thưởng |
| ---- | --- |
| 2002 | - SBS Gayo: Hip-Hop Award |
| 2004 | - 15th Seoul Music Awards: Best Lyricist Virtual - SBS Gayo: Songwriter of the Year - 2004 M.net KM Music Festival: Best Male Solo Artist Award                                                                                             |
| 2005 | - M.net KM Music Video Festival Awards: Concert Video Award |
| 2006 | - M.net KM Music Video Festival Awards: Best Film Music Video Award - SBS Gayo Prix |
| 2009 | - Military Grand Award |
| 2010 | - 19th High-1 Seoul Music Awards: Performance Culture Award - M.net Asian Music Awards: Producer Award - 2nd Melon Music: Music Awards Performance Cultural Award                                                                           |
| 2011 | - 20th High-1 Seoul Music Awards: Best Album Award - Department of Defense Plaque of Appreciation - 1st Korea Music Copyright Target Singer: Songwriter Award - 1st Korea Music Copyright Target Singer (Hip-hop sector): Composition Award |

## Chương trình

### Music Bank
| Year | Date       | Song            |
| ---- | ---------- | --------------- |
| 2012 | 17 tháng 8 | "Gangnam Style" |
| 2012 | 24 tháng 8 | "Gangnam Style" |
| 2012 | 31 tháng 8 | "Gangnam Style" |

### M! Countdown
| Year | Date        | Song            |
| ---- | ----------- | --------------- |
| 2006 | 14 tháng 9  | "Entertainer"   |
| 2010 | 11 tháng 11 | "Right Now"     |
| 2012 | 23 tháng 8  | "Gangnam Style" |
| 2012 | 30 tháng 8  | "Gangnam Style" |

### Inkigayo
| Year | Date       | Song          |
| ---- | ---------- | ------------- |
| 2001 | 6 tháng 5  | "Bird"        |
| 2001 | 24 tháng 6 | "End"         |
| 2002 | 1 tháng 12 | "Champion"    |
| 2006 | 13 tháng 8 | "Entertainer" |
| 2006 | 10 tháng 9 | "Entertainer" |
| 2006 | 17 tháng 9 | "Entertainer" |